# Torneo de la Liga Concordiense de Fútbol 2012
Liga Concordiense de Fútbol 2012
Fue el torneo realizado en el 2012 por la Liga Concordiense de Fútbol, en la ciudad de Concordia, Provincia de Entre Ríos. Se disputó el torneo llamado Torneo Miguel Ramírez 2012. Este torneo se realizó en una rueda de 18 partidos todos contra todos ida y vuelta. Que tuvo como ganador al club Unión de Villa Jardín que clasificó junto a Club Defensores del Barrio Nebel al Torneo del Interior 2013.

## Equipos participantes
- Club Atlético Colegiales
- Club Atlético Libertad
- Club Atlético Unión de Villa Jardín
- Club Comunicaciones Concordia
- Club Atlético Victoria
- Club Atlético Wanderer's Concordia
- Club Defensores del Barrio Nebel
- Club Sportivo Las Heras
- Club Salto Grande
- Santa María de Oro Fútbol Club

## Tabla de posiciones
| Pos | Equipo                | Pts | PJ | PG | PE | PP | GF | GC | DIF |
| --- | --------------------- | --- | -- | -- | -- | -- | -- | -- | --- |
| 1   | Unión de Villa Jardín | 37  | 18 | 10 | 7  | 1  | 16 | 6  | 10  |
| 2   | Libertad              | 34  | 18 | 10 | 4  | 4  | 28 | 15 | 13  |
| 3   | Victoria              | 31  | 18 | 8  | 8  | 2  | 20 | 13 | 7   |
| 4   | Nebel                 | 24  | 18 | 6  | 6  | 6  | 23 | 26 | -3  |
| 5   | Comunicaciones        | 23  | 18 | 6  | 5  | 7  | 22 | 22 | 0   |
| 6   | Colegiales            | 22  | 18 | 6  | 4  | 8  | 15 | 20 | -5  |
| 7   | Wanderer's            | 20  | 18 | 5  | 5  | 8  | 22 | 22 | 0   |
| 8   | Santa María de Oro    | 18  | 18 | 4  | 6  | 8  | 15 | 24 | -9  |
| 9   | Salto Grande          | 13  | 18 | 3  | 4  | 11 | 20 | 27 | -7  |
| 10  | Sportivo Las Heras    | 0   | 18 | 6  | 2  | 9  | 16 | 22 | -6  |

Se le descontaron todos los puntos a Sportivo Las Heras por no presentar las divisiones inferiores.
| Predecesor: - | 2012º Torneo de Liga Concordiense de Fútbol Campeón: Unión de Villa Jardín (3° título global) | Sucesor: Torneo de la Liga Concordiense de Fútbol 2013 |

- Datos: Q6149841